# Philadelphia Liberty Medal
A Philadelphia Liberty Medal é prêmio anual estado-unidense administrado pelo National Constitution Center para reconhecer lideranças que agem em busca da liberdade. Ele foi fundado pela Fundação Filadélfia. Em 2006, foi feito um acordo com o National Constitution Center (NCC) para que ele ficasse responsável pela organização do prêmio e pela seleção e apresentação dos laureados. Os laureados são escolhidos pelo NCC e o seu conselho de administração.

## Lista dos ganhadores
- 1989 Lech Wałęsa
- 1990 Jimmy Carter
- 1991 Médicos sem Fronteiras e Óscar Arias Sánchez
- 1992 Thurgood Marshall
- 1993 Frederik Willem de Klerk e Nelson Mandela
- 1994 Václav Havel
- 1995 Sadako Ogata
- 1996 Shimon Peres e Hussein da Jordânia
- 1997 CNN International
- 1998 George J. Mitchell
- 1999 Kim Dae Jung
- 2000 Francis Crick e James Watson
- 2001 Kofi Annan
- 2002 Colin Powell
- 2003 Sandra Day O'Connor
- 2004 Hamid Karzai
- 2005 Viktor Yushchenko
- 2006 Bill Clinton e George H. W. Bush
- 2007 DATA e Bono
- 2008 Mikhail Gorbachev
- 2009 Steven Spielberg
- 2010 Tony Blair
- 2011 Robert Gates
- 2012 Muhammad Ali
- 2013 Hillary Clinton
- 2014 Malala Yousafzai
- 2015 Tenzin Gyatso
- 2016 John Lewis
- 2017 John McCain
- 2018 George W. Bush e Laura Bush